# Афна
Афна (таб. Афна) — село в Табасаранском районе Дагестана. Входит в сельское поселение «Сельсовет Гуминский».

## География
Расположено в 8 км к юго-западу от районного центра с. Хучни, в полукилометре к востоку от с. Кюряг, в 1 км к югу от сёл — Ханак, Хюртюль, Бухна. В километре к западу находится с. Сикух. С севера и запада от села находится река Афначай.

## Инфраструктура

### Здравоохранение
- Фельдшерский пункт.[2]

## Население
| 1895 | 1926 | 1939 | 1970 | 1989 | 2002 | 2010 |
| ---- | ---- | ---- | ---- | ---- | ---- | ---- |
| 122  | ↘97  | ↗123 | ↗140 | ↗193 | ↗232 | ↘190 |
| 2021 |      |      |      |      |      |      |
| ↘185 |      |      |      |      |      |      |

## Известные уроженцы
- Рустамов Гаджирамазан Шахсинович — один из первых учителей-историков с высшим образованием среди представителей табасаранского народа. В 1965—1971 гг. работал первым секретарем Хивского РК КПСС, был кандидатом в члены Дагобкома КПСС. Награждён: почетной грамотой Верховного Совета ДАССР, медалями «Ветеран труда», «Наставник молодежи» и др.[10]